# La Riscossa
La Riscossa è stato un settimanale politico, letterario e d'informazione italiano, pubblicato dal 1944, diretto da Francesco Spanu Satta e dallo scrittore  Giuseppe Dessì. Il settimanale nasce appena dopo essere stata liberata la Sardegna e fu avviato col consenso delle autorità americane. Dessì scrisse l'editoriale del primo numero, con il titolo «Amammo un'immagine segreta della libertà» dove ricordava, «nell'animo di molti» si era generato «l'amore per la libertà e l'aspirazione a forme di vita politica e sociale così diverse da quelle nelle quali erano cresciuti». Sulla pagine della rivista si confrontarono i principali intellettuali locali dell'epoca, oltre a Giuseppe Dessì, Antonio Borio, Salvatore Cottoni, Michele Saba, Mario Berlinguer, Gonario Pinna e Luigi Battista Puggioni.